# Канадський акт
Канадський акт 1982 (англ. Canada Act 1982) — закон парламенту Сполученого королівства, що розірвав останні конституційні та законодавчі зв'язки між Сполученим королівством і Канадою та ознаменував репатріацію канадської конституції. Він включає в себе Конституційний акт 1982 року двома офіційними мовами Канади: у додатку B — англійською мовою, у додатку A — переклад французькою мовою. Це єдиний закон британського Парламенту, одночасно виданий французькою та англійською мовами.
До 1982 року британський Парламент володів правом змінювати Акт про Британську Північну Америку 1867, який був канадською конституцією.

## Історія
Шлях Канади до політичного самоврядування почався з Акта про Британську Північну Америку 1867 (який тепер іменується Конституційним актом 1867). Цей Акт фактично утворив сучасну канадську державу, об'єднавши Провінцію Канада (сучасні Онтаріо і Квебек), Нову Шотландію і Нью-Брансвік в один домініон Британської імперії. У Канаді була введена парламентська система правління Вестмінстерського типу. Конституційні обов'язки британського монарха на канадській території виконував генерал-губернатор.
Незважаючи на це, Сполучене королівство як і раніше володіло в Канаді законодавчою владою. Цього повноваження британський Парламент позбувся згідно з Вестмінстерським статутом 1931 року, який стосувався Канади і всіх інших домініонів (Австралії, Вільної держави Ірландія, Нової Зеландії, Південно-Африканського Союзу і Ньюфаундленду). Другий Акт про Британську Північну Америку 1949 року був також прийнятий британським парламентом і надав Парламенту Канади повноваження щодо зміни конституції. Тим часом, для внесення деяких поправок до канадської Конституції і раніше було необхідне прийняття закону британського Парламенту.
Такий довгий процес репатріації конституції багато в чому пояснюється відсутністю консенсусу з питання про механізм зміни конституції, який був би прийнятний для всіх провінцій і особливо для Квебека.

## Ратификація акта
Канадський акт став останньою вимогою канадського уряду щодо зміни конституції країни. Після не надто багатообіцяючих переговорів з провінційними урядами у П'єра Трюдо зародилася ідея про те, що федеральний Парламент міг би репатріювати конституцію в односторонньому порядку; між тим, Верховний суд Канади у своїй Примітці про репатріацію постановив, що згідно з конституційною угодою (хоч і не прописаною в законах) був потрібен значний ступінь згоди з боку провінцій. Трюдо вдалося переконати дев'ять провінцій з десяти шляхом доповнення конституції умовою відступу від застосування Канадської хартії прав і свобод. Єдиною провінцією, що не приєдналася до цієї угоди, став Квебек.
З боку британського уряду при прийнятті Акту не було ніяких заперечень, а ряд депутатів були навіть здивовані, що така аномалія і раніше мала місце. У розділі 2 Канадського акту 1982 року Сполучене королівство позбавляє себе права участі в майбутніх змінах канадської конституції.
Канадський акт 1982 року отримав королівську санкцію Королеви Канади Єлизавети II 17 квітня 1982 року на Парламентському пагорбі в Оттаві. Королева Єлизавета по теперішній час залишається королевою і головою держави в Канаді. Її конституційні повноваження в Канаді не були змінені цим Актом. Канада є абсолютно суверенною на своїй території, і роль королеви відмінна від її ролі британського монарха.

## Прокламація Королеви Канади
Хоча Канадський акт 1982 року отримав королівську санкцію 29 березня 1982 року в Лондоні, його канадський еквівалент Конституційний акт 1982 року був оприлюднений в патентних листах як нормативний акт королеви лише під час її візиту до Канади.